# وی‌پی
وی‌پی (به انگلیسی: WePay) یک سامانه ارائه دهنده خدمات پرداخت آنلاین در ایالات متحده است. این شرکت، رابط برنامه‌نویسی کاربردی را در اختیار پلتفرم‌هایی نظیر تارنماهای سرمایه‌گذاری جمعی یا نرم‌افزارهای خرده پای کسب‌وکار قرار می‌دهد. وی‌پی در سال ۲۰۰۸ توسط ریچ ابرمن و بیل کلریکو در بوستون، ماساچوست تأسیس شد و اکنون مقر آن در ردودسیتی، کالیفرنیا قرار دارد. پس از پذیرفته شدن این شرکت در وای کامبینیتر، ابتدا از حمایت مالی مکس لوچین (هم بنیانگذار پی‌پل) برخوردار شوند و پس از مدتی نیز مبلغ ۱/۶۵ میلیون دلار را طی نخستین تلاش برای جذب سرمایه به دست آوردند. در ماه مه سال ۲۰۱۱، بلومبرگ بیزینس ویک از ریچ ابرمن و بیل کلریکو را به عنوان بهترین جوانان کارآفرین در حوزه فناوری نام برد. در جریان اشغال وال استریت، بسیاری از طرفداران این جنبش از وی‌پی برای اهدای پول استفاده کردند و به این ترتیب حجم تراکنش‌های صورت گرفته با این سامانه به شدت بالا رفت.
درآمد وی‌پی از طریق دریافت کارمزد به ازای هر تراکنش تأمین می‌شود. این شرکت با استفاده از ارتباطات داده‌های اجتماعی و نیز الگوریتم‌های یادگیری ماشینی، هر گونه کلاهبرداری را تشخیص می‌دهد.